# Staffordshire (kaas)
Staffordshire Cheese is een kaassoort, vervaardigd uit melk afkomstig van koeien gehouden op landbouwbedrijven in het Engelse graafschap Staffordshire. Het is een romige kaas met een malse, licht kruimelige consistentie. De kaas wordt in een kaasdoek verkocht.
De oorsprong van de kaas gaat terug op Cisterciënzermonniken die zich in de 13e eeuw in Staffordshire vestigden. Deze traditionele Staffordshire Cheese werd gemaakt tot de Tweede Wereldoorlog. Rond 2002 besloot John Knox, voormalig productiedirecteur bij Kerrygold, om deze kaassoort opnieuw ambachtelijk te gaan produceren en te verkopen in lokale markten, boerderijwinkels en delicatessenwinkels. Hiervoor richtte hij The Staffordshire Cheese Company op, en vroeg een Europese bescherming als oorsprongsbenaming aan.
De aanvraag voor deze bescherming, met daarin een gedetailleerde beschrijving van de productiewijze en de specifieke kenmerken van de kaas, werd gepubliceerd op 24 juni 2006.
Op 17 september 2007 kreeg de Staffordshire Cheese de Europese Beschermde Oorsprongsbenaming (BOB).
De eigenheid van Staffordshire Cheese wordt toegeschreven aan de voeding van de koeien (gras in Staffordshire is van nature fijner dan in de naburige graafschappen Cheshire en Derbyshire), de gebruikte mengsels van zuursels en de grootte van de kaasdoek, die aan het eindproduct een bijzondere consistentie en textuur geeft.